# Ferdinand Mount
William Robert Ferdinand Mount, 3rd Baronet, mest känd under namnet Ferdinand Mount, född 2 juli 1939, är en brittisk författare, krönikör i The Sunday Times, politisk kommentator och politiker i konservativa partiet. Han var chef för rådgivarna på 10 Downing Street 1982-83, under tiden då Margaret Thatcher var premiärminister.
Han studerade vid Greenways Prep School i Wiltshire och senare vid Eton College och Christ Church College.  
Under 11 år (1991-2002) var han redaktör för Times Literary Supplement. 
Han har skrivit romaner, bland annat en romanserie på sex volymer Chronicle of Modern Twilight som kretsar kring karaktären Gus Cotton.
Han bor i Islington. Hans son Harry Mount är även han journalist och hans kusin Mary Cameron är mor till David Cameron, ledare för det konservativa partiet.

### Utgivet på svenska
- Den samhällsfarliga familjen 1984

## Priser och utmärkelser
- Hawthornden Prize 1992 för Of Love and Asthma